# World Slavery Tour
Il World Slavery Tour è stato il tour musicale compiuto dagli Iron Maiden negli anni 1984 e 1985. Il nome del tour deriva dal nome del quinto album della band, Powerslave, di cui fa da presentazione. Il tour è stato documentato nel video Behind the Iron Curtain.

## Notizie generali
Durante il World Slavery Tour è stata curata molto la scenografia e la scelta della scaletta, tra cui c'è la strumentale Losfer Words, Phanthom Of The Opera, Murders In The Rue Morgue, e il tour visitò moltissimi paesi, tra cui quelli dell'Europa orientale.
Questo ha anche segnato il primo tour organizzato formalmente da una grande band in Europa.
Il tour è stato registrato durante una sua tappa, in California, al Long Beach Arena, da cui è stato tratto il secondo album live, Live After Death. Un'altra data importante del tour fu quella tenutasi a Rio de Janeiro, Rock in Rio 1985, dove suonarono di fronte ad un pubblico stimato tra i 250.000 e i 350.000 spettatori.

## Scenografia
Si è fatto uso di effetti pirotecnici e la mascotte della band, Eddie, è rappresentata a forma di faraone o sfinge, o ancora in stato di mummificazione.

## Copertina pubblicitaria
La copertina pubblicitaria del tour ritrae Eddie ridotto ad una mummia furiosa, bendato, ammanettato e con delle catene in bocca, reduce delle torture di Piece Of Mind e della trasformazione in mummia in Powerslave.

## Date e tappe

### Europa (agosto 1984 - settembre 1984)
| Data       | Città                      | Luogo                      |
| ---------- | -------------------------- | -------------------------- |
| 09/08/1984 | Varsavia, Polonia          | Torwar Hall                |
| 10/08/1984 | Łódź, Polonia              | Sporthall Aleja Polit      |
| 11/08/1984 | Poznań, Polonia            | Hala Arena                 |
| 12/08/1984 | Breslavia, Polonia         | Folk's Hall                |
| 14/08/1984 | Zabrze, Polonia            | Sportshall Makoszowy       |
| 16/08/1984 | Zeltweg, Austria           | Aichfeldhall Sportzentrum  |
| 17/08/1984 | Budapest, Ungheria         | Sports Hall                |
| 18/08/1984 | Belgrado, Jugoslavia       | Sajam Exhibition Centre    |
| 19/08/1984 | Lubiana, Jugoslavia        | Dvorana Tivoli             |
| 20/08/1984 | Sofia, Bulgaria            | Stadio Lokomotiv           |
| 21/08/1984 | Pordenone, Italia          | Parco Galvani (Cancellato) |
| 22/08/1984 | Arma di Taggia, Italia     | Ex caserma Ravelli         |
| 25/08/1984 | Annecy, Francia            | Parc des Expositions       |
| 26/08/1984 | Palavas-les-Flots, Francia | Arènes de Palavas          |
| 29/08/1984 | San Sebastián, Spagna      | Pabellón Municipal         |
| 31/08/1984 | Porto, Portogallo          | Pavilhão Infante           |
| 01/09/1984 | Cascais, Portogallo        | Pavilhao Dramatico         |
| 03/09/1984 | Madrid, Spagna             | Estadio Román Valero       |
| 05/09/1984 | Barcellona, Spagna         | Palacio Municipal          |
| 07/09/1984 | Tolosa, Francia            | Palais des Sports          |
| 08/09/1984 | Bordeaux, Francia          | Salle du Grand Parc        |

### Regno Unito (settembre 1984 - ottobre 1984)
| Data       | Città                    | Luogo               |
| ---------- | ------------------------ | ------------------- |
| 11/09/1984 | Glasgow, Scozia          | Apollo Theatre      |
| 12/09/1984 | Aberdeen, Scozia         | Capitol Theatre     |
| 13/09/1984 | Edimburgo, Scozia        | Edinburgh Playhouse |
| 15/09/1984 | Newcastle, Inghilterra   | Newcastle City Hall |
| 16/09/1984 | Newcastle, Inghilterra   | Newcastle City Hall |
| 17/09/1984 | Sheffield, Inghilterra   | Sheffield City Hall |
| 18/09/1984 | Ipswich, Inghilterra     | Gaumont Theatre     |
| 20/09/1984 | Leicester, Inghilterra   | De Montfort Hall    |
| 21/09/1984 | Oxford, Inghilterra      | New Theatre         |
| 22/09/1984 | St Austell, Inghilterra  | Cornwall Coliseum   |
| 23/09/1984 | Bristol, Inghilterra     | Bristol Hippodrome  |
| 25/09/1984 | Manchester, Inghilterra  | Manchester Apollo   |
| 26/09/1984 | Manchester, Inghilterra  | Manchester Apollo   |
| 27/09/1984 | Hanley, Inghilterra      | Victoria Hall       |
| 29/09/1984 | Nottingham, Inghilterra  | Royal Concert Hall  |
| 30/09/1984 | Cardiff, Galles          | St David's Hall     |
| 01/10/1984 | Birmingham, Inghilterra  | Birmingham Odeon    |
| 03/10/1984 | Birmingham, Inghilterra  | Birmingham Odeon    |
| 05/10/1984 | Southampton, Inghilterra | Gaumont Hall        |
| 07/10/1984 | Cardiff, Galles          | St David's Hall     |
| 08/10/1984 | Londra, Inghilterra      | Hammersmith Odeon   |
| 09/10/1984 | Londra, Inghilterra      | Hammersmith Odeon   |
| 10/10/1984 | Londra, Inghilterra      | Hammersmith Odeon   |
| 12/10/1984 | Londra, Inghilterra      | Hammersmith Odeon   |

### Europa (ottobre 1984 - novembre 1984)
| Data       | Città                       | Luogo                |
| ---------- | --------------------------- | -------------------- |
| 15/10/1984 | Colonia, Germania           | Sporthalle           |
| 16/10/1984 | Stoccarda, Germania         | Sporthalle           |
| 17/10/1984 | Heidelberg, Germania        | Rhein-Neckar-Halle   |
| 19/10/1984 | Würzburg, Germania          | s.Oliver Arena       |
| 20/10/1984 | Bruxelles, Belgio           | Forest National      |
| 21/10/1984 | Nancy, Francia              | Parc des Expositions |
| 23/10/1984 | Friburgo, Germania          | Stadthalle           |
| 24/10/1984 | Monaco di Baviera, Germania | Olympiahalle         |
| 26/10/1984 | Essen, Germania             | Grugahalle           |
| 27/10/1984 | Brema, Germania             | Stadthalle           |
| 28/10/1984 | Zwolle, Paesi Bassi         | Ijselhalle           |
| 29/10/1984 | Parigi, Francia             | Espace Balard        |
| 01/11/1984 | Copenaghen, Danimarca       | Brøndbyhallen        |
| 02/11/1984 | Stoccolma, Svezia           | Isstadion            |
| 03/11/1984 | Göteborg, Svezia            | Scandinavium         |
| 05/11/1984 | Helsinki, Finlandia         | Icehall              |
| 08/11/1984 | Rüsselsheim, Germania       | Walter-Köbel-Halle   |
| 09/11/1984 | Norimberga, Germania        | Hemmerleinhalle      |
| 11/11/1984 | Bologna, Italia             | Teatro Tenda         |
| 12/11/1984 | Milano, Italia              | Teatro Tenda         |
| 13/11/1984 | Lione, Francia              | Espace Tony Garnier  |
| 14/11/1984 | Basilea, Svizzera           | St. Jakobshalle      |

### Nord America (novembre 1984 - gennaio 1985)
| Data       | Città                       | Luogo                       |
| ---------- | --------------------------- | --------------------------- |
| 24/11/1984 | Halifax, Canada             | Halifax Metro Centre        |
| 26/11/1984 | Québec, Canada              | Colisée Pepsi               |
| 27/11/1984 | Montréal, Canada            | Montreal Forum              |
| 28/11/1984 | Ottawa, Canada              | Ottawa Civic Centre         |
| 30/11/1984 | Toronto, Canada             | Maple Leaf Gardens          |
| 01/12/1984 | Sudbury, Canada             | Sudbury Community Arena     |
| 03/12/1984 | Winnipeg, Canada            | Winnipeg Arena              |
| 04/12/1984 | Regina, Canada              | Agri Dome                   |
| 06/12/1984 | Edmonton, Canada            | Northlands Coliseum         |
| 07/12/1984 | Calgary, Canada             | Corral Arena                |
| 09/12/1984 | Vancouver, Canada           | Pacific Coliseum            |
| 10/12/1984 | Seattle, Stati Uniti        | KeyArena                    |
| 11/12/1984 | Portland, Stati Uniti       | Memorial Coliseum           |
| 13/12/1984 | Salt Lake City, Stati Uniti | Salt Palace                 |
| 15/12/1984 | Denver, Stati Uniti         | McNichols Sports Arena      |
| 17/12/1984 | Kansas City, Stati Uniti    | Municipal Auditorium        |
| 18/12/1984 | St. Louis, Stati Uniti      | Kiel Auditorium             |
| 19/12/1984 | Milwaukee, Stati Uniti      | MECCA Arena                 |
| 20/12/1984 | Minneapolis, Stati Uniti    | Metro Centre                |
| 21/12/1984 | Chicago, Stati Uniti        | Allstate Arena              |
| 03/01/1985 | Cincinnati, Stati Uniti     | Cincinnati Gardens          |
| 04/01/1985 | Detroit, Stati Uniti        | Joe Louis Arena             |
| 05/01/1985 | Columbus, Stati Uniti       | Ohio Center                 |
| 06/01/1985 | Cleveland, Stati Uniti      | Coliseum at Richfield       |
| 07/01/1985 | Buffalo, Stati Uniti        | Buffalo Memorial Auditorium |

### Sud America (gennaio 1985)
| Data       | Città                   | Luogo       |
| ---------- | ----------------------- | ----------- |
| 11/01/1985 | Rio de Janeiro, Brasile | Rock in Rio |

### Nord America (gennaio 1985 - marzo 1985)
| Data       | Città                                      | Luogo                                 |
| ---------- | ------------------------------------------ | ------------------------------------- |
| 14/01/1985 | Hartford, Stati Uniti                      | Hartford Civic Center                 |
| 15/01/1985 | Worcester, Stati Uniti                     | DCU Center                            |
| 17/01/1985 | New York, Stati Uniti                      | Radio City Music Hall                 |
| 18/01/1985 | New York, Stati Uniti                      | Radio City Music Hall                 |
| 19/01/1985 | New York, Stati Uniti                      | Radio City Music Hall                 |
| 20/01/1985 | New York, Stati Uniti                      | Radio City Music Hall                 |
| 21/01/1985 | New York, Stati Uniti                      | Radio City Music Hall                 |
| 23/01/1985 | New York, Stati Uniti                      | Radio City Music Hall (Cancellata)    |
| 24/01/1985 | New York, Stati Uniti                      | Radio City Music Hall (Cancellata)    |
| 25/01/1985 | Glens Falls, Stati Uniti                   | Glens Falls Civic Center (Cancellata) |
| 26/01/1985 | Allentown, Stati Uniti                     | Frank Stabler Arena (Cancellata)      |
| 28/01/1985 | Landover, Stati Uniti                      | Capital Centre                        |
| 29/01/1985 | Filadelfia, Stati Uniti                    | Spectrum                              |
| 31/01/1985 | Columbia, Stati Uniti                      | Carolina Coliseum                     |
| 01/02/1985 | Johnson City (Tennessee), Stati Uniti      | Freedom Hall                          |
| 02/02/1985 | Atlanta, Stati Uniti                       | Omni Coliseum                         |
| 03/02/1985 | Memphis, Stati Uniti                       | Mid-South Coliseum                    |
| 05/02/1985 | Nashville, Stati Uniti                     | Nashville Municipal Auditorium        |
| 06/02/1985 | Knoxville, Stati Uniti                     | James White Civic Coliseum            |
| 08/02/1985 | Charlotte, Stati Uniti                     | Charlotte Coliseum                    |
| 09/02/1985 | Greensboro, Stati Uniti                    | Greensboro Coliseum                   |
| 10/02/1985 | Greenville (Carolina del Sud), Stati Uniti | Greenville Memorial Auditorium        |
| 12/02/1985 | Jacksonville, Stati Uniti                  | Jacksonville Memorial Coliseum        |
| 14/02/1985 | Fort Myers, Stati Uniti                    | Lee County Arena                      |
| 15/02/1985 | Miami, Stati Uniti                         | Hollywood Sportatorium                |
| 16/02/1985 | Lakeland (Florida), Stati Uniti            | Lakeland Center                       |
| 17/02/1985 | Saint Petersburg, Stati Uniti              | Bayfront Arena                        |
| 19/02/1985 | Chattanooga, Stati Uniti                   | McKenzie Arena                        |
| 20/02/1985 | Birmingham, Stati Uniti                    | Boutwell Auditorium                   |
| 21/02/1985 | Huntsville, Stati Uniti                    | Von Braun Auditorium                  |
| 23/02/1985 | Beaumont, Stati Uniti                      | Beaumont Civic Center                 |
| 24/02/1985 | Biloxi, Stati Uniti                        | Mississippi Coast Coliseum            |
| 27/02/1985 | New Orleans, Stati Uniti                   | Lakefront Arena                       |
| 28/02/1985 | Houston, Stati Uniti                       | Summit                                |
| 01/03/1985 | Waco, Stati Uniti                          | Waco Convention Center                |
| 02/03/1985 | Oklahoma City, Stati Uniti                 | Cox Convention Center                 |
| 04/03/1985 | Dallas, Stati Uniti                        | Reunion Arena                         |
| 05/03/1985 | San Antonio, Stati Uniti                   | Convention Center Arena               |
| 07/03/1985 | Lubbock, Stati Uniti                       | City Bank Coliseum                    |
| 08/03/1985 | El Paso, Stati Uniti                       | El Paso County Coliseum               |
| 09/03/1985 | Albuquerque, Stati Uniti                   | Tingley Coliseum                      |
| 10/03/1985 | Tucson, Stati Uniti                        | Tucson Convention Center              |
| 14/03/1985 | Los Angeles, Stati Uniti                   | Long Beach Arena                      |
| 15/03/1985 | Los Angeles, Stati Uniti                   | Long Beach Arena                      |
| 16/03/1985 | Los Angeles, Stati Uniti                   | Long Beach Arena                      |
| 17/03/1985 | Los Angeles, Stati Uniti                   | Long Beach Arena                      |
| 19/03/1985 | Reno, Stati Uniti                          | Lawlor Events Center                  |
| 20/03/1985 | Fresno, Stati Uniti                        | Selland Arena                         |
| 21/03/1985 | San Francisco, Stati Uniti                 | Cow Palace                            |
| 23/03/1985 | San Diego, Stati Uniti                     | San Diego Sports Arena                |
| 24/03/1985 | Tempe, Stati Uniti                         | Compton Terrace                       |
| 25/03/1985 | Las Vegas, Stati Uniti                     | Aladdin Theater                       |
| 26/03/1985 | San Bernardino, Stati Uniti                | Orange Pavilion                       |
| 31/03/1985 | Honolulu, Stati Uniti                      | NBC Arena                             |

### Giappone (aprile 1985)
| Data       | Città             | Luogo                 |
| ---------- | ----------------- | --------------------- |
| 14/04/1985 | Tokyo, Giappone   | Nakano Sun Plaza Hall |
| 15/04/1985 | Tokyo, Giappone   | Nakano Sun Plaza Hall |
| 17/04/1985 | Tokyo, Giappone   | Kosei Nenkin Hall     |
| 19/04/1985 | Tokyo, Giappone   | Kosei Nenkin Hall     |
| 20/04/1985 | Nagoya, Giappone  | Kokaido Hall          |
| 22/04/1985 | Fukuoka, Giappone | Sun Palace            |
| 24/04/1985 | Osaka, Giappone   | Festival Hall         |
| 25/04/1985 | Tokyo, Giappone   | Nakano Sun Plaza Hall |

### Australia (Maggio 1985)
| Data       | Città                 | Luogo            |
| ---------- | --------------------- | ---------------- |
| 02/05/1985 | Canberra, Australia   | Civic Theatre    |
| 03/05/1985 | Melbourne, Australia  | Festival Hall    |
| 05/05/1985 | Adelaide, Australia   | Barton Town Hall |
| 06/05/1985 | Wollongong, Australia | Shellharbour     |
| 07/05/1985 | Sydney, Australia     | Hordern Pavilion |
| 08/05/1985 | Newcastle, Australia  | City Hall        |
| 10/05/1985 | Brisbane, Australia   | Festival Hall    |

### Nord America (maggio 1985 - luglio 1985)
| Data       | Città                        | Luogo                                 |
| ---------- | ---------------------------- | ------------------------------------- |
| 23/05/1985 | Portland, Stati Uniti        | Cumberland County Civic Center        |
| 24/05/1985 | Uniondale, Stati Uniti       | Nassau Veterans Memorial Coliseum     |
| 25/05/1985 | Binghamton, Stati Uniti      | Broome County Veterans Memorial Arena |
| 27/05/1985 | Rochester, Stati Uniti       | War Memorial                          |
| 28/05/1985 | Glens Falls, Stati Uniti     | Glens Falls Civic Center              |
| 29/05/1985 | Springfield, Stati Uniti     | Springfield Civic Center              |
| 31/05/1985 | New Haven, Stati Uniti       | New Haven Coliseum                    |
| 01/06/1985 | Allentown, Stati Uniti       | Fairgrounds                           |
| 02/06/1985 | Providence, Stati Uniti      | Civic Center                          |
| 04/06/1985 | Columbia, Stati Uniti        | Merriweather Post Pavilion            |
| 05/06/1985 | Pittsburgh, Stati Uniti      | Mellon Arena                          |
| 07/06/1985 | Dayton, Stati Uniti          | Hara Arena                            |
| 08/06/1985 | Evansville, Stati Uniti      | Mesker Music Theater                  |
| 09/06/1985 | East Troy, Stati Uniti       | Alpine Valley Music Theatre           |
| 11/06/1985 | Toledo, Stati Uniti          | Toledo Sports Arena                   |
| 12/06/1985 | Detroit, Stati Uniti         | Pine Knob Music Theater               |
| 14/06/1985 | Saginaw, Stati Uniti         | Wembler Civic Center                  |
| 15/06/1985 | Charlevoix, Stati Uniti      | Castle Farms Theater                  |
| 16/06/1985 | Hoffman Estates, Stati Uniti | Poplar Creek Music Theater            |
| 18/06/1985 | Peoria, Stati Uniti          | Peoria Civic Center                   |
| 19/06/1985 | Cedar Rapids, Stati Uniti    | U.S. Cellular Center                  |
| 21/06/1985 | Madison, Stati Uniti         | Alliant Energy Center                 |
| 22/06/1985 | Seymour, Stati Uniti         | Outagamie County Fairgrounds          |
| 23/06/1985 | Minneapolis, Stati Uniti     | Trout Amphitheater                    |
| 24/06/1985 | West Fargo, Stati Uniti      | Red River Fairgrounds                 |
| 26/06/1985 | Des Moines, Stati Uniti      | Veterans Auditorium                   |
| 27/06/1985 | Omaha, Stati Uniti           | Omaha Civic Auditorium                |
| 29/06/1985 | Denver, Stati Uniti          | Red Rocks Amphitheatre                |
| 03/07/1985 | San Jose, Stati Uniti        | San Jose Civic Auditorium             |
| 04/07/1985 | Sacramento, Stati Uniti      | California Exposition Center          |
| 05/07/1985 | Laguna Hills, Stati Uniti    | Irvine Meadows Amphitheatre           |

### The Entire Population of Hackney UK Tour (dicembre 1985)
| Data       | Città               | Luogo        |
| ---------- | ------------------- | ------------ |
| 19/12/1985 | Londra, Inghilterra | Marquee Club |

### The Sherman Tankers UK Tour 1985 (dicembre 1985)
| Data       | Città               | Luogo        |
| ---------- | ------------------- | ------------ |
| 20/12/1985 | Londra, Inghilterra | Marquee Club |

## Tracce
Usualmente, la band presentava queste tracce durante gli appuntamenti del tour:
1. Introduzione: Churchill's Speech
2. Aces High
3. 2 Minutes To Midnight
4. The Trooper
5. Revelations
6. Flight Of Icarus
7. Rime Of The Ancient Mariner
8. Losfer Words (Big 'Orra)
9. Powerslave
10. Assolo di chitarra
11. The Number Of The Beast
12. Hallowed Be Thy Name
13. 22 Acacia Avenue
14. Iron Maiden
15. Run To The Hills
16. Running Free
17. Sanctuary

Altre tracce, presentate occasionalmente furono:
1. Children Of The Damned
2. Die With Your Boots On
3. Wrathchild
4. Murders In The Rue Morgue
5. Phanthom Of The Opera

## Formazione
- Bruce Dickinson - voce; chitarra in Revelations
- Dave Murray - chitarra
- Adrian Smith - chitarra, cori
- Steve Harris - basso, cori
- Nicko McBrain - batteria